# بيتر فينتر
بيتر فينتر (بالألمانية: Peter von Winter)‏ هو معلم موسيقى وملحن ألماني، ولد في 28 أغسطس 1754 في مانهايم في ألمانيا، وتوفي في 17 أكتوبر 1825 في ميونخ في ألمانيا.

## وصلات خارجية
- بيتر فينتر على موقع ميوزك برينز (الإنجليزية)
- بيتر فينتر على موقع أول ميوزيك (الإنجليزية)
- بيتر فينتر على موقع ديسكوغز (الإنجليزية)